# Challenger de Aptos 2017

El torneo Nordic Naturals Challenger 2017 fue un torneo profesional de tenis. Perteneció al ATP Challenger Series 2017. Se disputó en su 30ª edición sobre superficie dura, en Aptos, Estados Unidos entre el 7 al el 13 de agosto de 2017.

## Jugadores participantes del cuadro de individuales
| Favorito | País                      | Jugador           | Rank1 | Posición en el torneo |
| -------- | ------------------------- | ----------------- | ----- | --------------------- |
| 1        | Bandera de Túnez          | Malek Jaziri      | 73    | Primera ronda         |
| 2        | Bandera de Australia      | Jordan Thompson   | 75    | Primera ronda         |
| 3        | Bandera de Suiza          | Henri Laaksonen   | 96    | Segunda ronda         |
| 4        | Bandera de Bélgica        | Ruben Bemelmans   | 98    | Primera ronda         |
| 5        | Bandera de Kazajistán     | Mikhail Kukushkin | 102   | Segunda ronda         |
| 6        | Bandera de Estados Unidos | Tennys Sandgren   | 106   | Cuartos de final      |
| 7        | Bandera de Noruega        | Casper Ruud       | 109   | Primera ronda         |
| 8        | Bandera de Estados Unidos | Bjorn Fratangelo  | 117   | Primera ronda         |

- 1 Se ha tomado en cuenta el ranking del 31 de julio de 2017.

### Otros participantes
Los siguientes jugadores recibieron una invitación (wild card), por lo tanto ingresan directamente al cuadro principal (WC):
- Taylor Fritz
- John Lamble
- Mackenzie McDonald
- Dennis Novikov

Los siguientes jugadores ingresan al cuadro principal tras disputar el cuadro clasificatorio (Q):
- Liam Broady
- Austin Krajicek
- Frederik Nielsen
- Christopher Rungkat

## Campeones

### Individual Masculino
- Alexander Bublik derrotó en la final a  Liam Broady, 6–2, 6–3

### Dobles Masculino
- Jonathan Erlich /  Neal Skupski derrotaron en la final a  Alex Bolt /  Jordan Thompson, 6–3, 2–6, [10–8]